# Pearcea sprucei
Pearcea sprucei är en tvåhjärtbladig växtart som först beskrevs av Nathaniel Lord Britton och Henry Hurd Rusby, och fick sitt nu gällande namn av L.P. Kvist och L.E. Skog. Pearcea sprucei ingår i släktet Pearcea och familjen Gesneriaceae.

## Underarter
Arten delas in i följande underarter:
- P. s. parviflora
- P. s. sprucei